# Selección de baloncesto sub-16 de Kosovo
La Selección de baloncesto sub-16 de Kosovo (en albanés: Kombëtarja e basketbollit të Kosovës nën 16 vjeçen serbio: Кошаркашкa репрезентација Косова до 16. године, lit. 'Košarkaška reprezentacija Kosova do 16. godine') y está regido por la Federación de Baloncesto de Kosovo. Representa al país en las competiciones internacionales masculinas de baloncesto sub-16.

## Participaciones

### Campeonato Mundial de Baloncesto Sub-17
| Año         | Fase         | Pos.         | PJ           | PG           | PP           |
| ----------- | ------------ | ------------ | ------------ | ------------ | ------------ |
| 2010 a 2018 | No clasificó | No clasificó | No clasificó | No clasificó | No clasificó |
| Total       | -            | 0/5          | 0            | 0            | 0            |

### Campeonato Europeo de Baloncesto Masculino Sub-16
| Año         | Fase                                      | Pos.                                      | PJ                                        | PG                                        | PP                                        |
| ----------- | ----------------------------------------- | ----------------------------------------- | ----------------------------------------- | ----------------------------------------- | ----------------------------------------- |
| 1971 a 1999 | Parte de Yugoslavia y Serbia y Montenegro | Parte de Yugoslavia y Serbia y Montenegro | Parte de Yugoslavia y Serbia y Montenegro | Parte de Yugoslavia y Serbia y Montenegro | Parte de Yugoslavia y Serbia y Montenegro |
| 2001 a 2014 | No es miembro de FIBA Europa              | No es miembro de FIBA Europa              | No es miembro de FIBA Europa              | No es miembro de FIBA Europa              | No es miembro de FIBA Europa              |
| 2015 a 2019 | No clasificó                              | No clasificó                              | No clasificó                              | No clasificó                              | No clasificó                              |
| 2021        | Por determinar                            | Por determinar                            | Por determinar                            | Por determinar                            | Por determinar                            |
| Total       | -                                         | 0/33                                      | 0                                         | 0                                         | 0                                         |

### Campeonato Europeo de Baloncesto Masculino Sub-16 (División B)
| Año           | Fase                         | Pos.                         | PJ                           | PG                           | PP                           |
| ------------- | ---------------------------- | ---------------------------- | ---------------------------- | ---------------------------- | ---------------------------- |
| / 2004 a 2014 | No es miembro de FIBA Europa | No es miembro de FIBA Europa | No es miembro de FIBA Europa | No es miembro de FIBA Europa | No es miembro de FIBA Europa |
| 2015 a 2018   | No clasificó                 | No clasificó                 | No clasificó                 | No clasificó                 | No clasificó                 |
| 2016          | Playoffs del 9° al 16°       | 14°                          | 7                            | 2                            | 5                            |
| 2017          | Playoffs del 17° al 24°      | 19°                          | 8                            | 3                            | 5                            |
| 2018          | Playoffs del 17° al 24°      | 23°                          | 8                            | 2                            | 6                            |
| 2019          | Playoffs del 17° al 24°      | 24°                          | 8                            | 1                            | 7                            |
| 2021          | Por determinar               | Por determinar               | Por determinar               | Por determinar               | Por determinar               |
| Total         | -                            | 4/16                         | 29                           | 8                            | 23                           |

### Campeonato Europeo de Baloncesto Masculino Sub-16 (División C)
| Año         | Fase                         | Pos.                         | PJ                           | PG                           | PP                           |
| ----------- | ---------------------------- | ---------------------------- | ---------------------------- | ---------------------------- | ---------------------------- |
| 2000 a 2014 | No es miembro de FIBA Europa | No es miembro de FIBA Europa | No es miembro de FIBA Europa | No es miembro de FIBA Europa | No es miembro de FIBA Europa |
| 2015        | Medalla de plata             | 2°                           | 2                            | 1                            | 1                            |
| 2016 a 2019 | No participó                 | No participó                 | No participó                 | No participó                 | No participó                 |
| 2021        | Por determinar               | Por determinar               | Por determinar               | Por determinar               | Por determinar               |
| Total       | -                            | 1/15                         | 2                            | 1                            | 1                            |